# Borgone Susa
Borgone Susa (arpità Burgùn) és un municipi italià, situat a la ciutat metropolitana de Torí, a la regió del Piemont. L'any 2007 tenia 2.337 habitants. Està situat a la Vall de Susa, una de les Valls arpitanes del Piemont. Limita amb els municipis de Condove, San Didero, Sant'Antonino di Susa i Villar Focchiardo

## Administració
| Període | Identitat      | Partit        |
| ------- | -------------- | ------------- |
| 2004-   | Simona Pognant | Llista cívica |